# Ben Turner (football)
Pour les articles homonymes, voir Ben Turner et Turner.
Ben Howard Turner (né le 21 août 1988 à Birmingham) est un joueur de football anglais. Il joue au poste de défenseur.
Formé à Coventry City où il passe ses premières années professionnelles et après deux prêts à Peterborough puis à Oldham Athletic, il subit une grave blessure lors de la saison 2010-2011 qui interrompt provisoirement sa carrière. Revenu à la compétition en octobre 2011, il s'engage avec Cardiff City.

## Biographie

### Coventry City
Le 14 septembre 2006, Coventry le prête à Peterborough, club de quatrième division, alors que Turner n'a que 18 ans. Pendant les trois mois qui suivent, il participe à 10 rencontres. Très satisfaite de ses prestations, la direction de Peterborough souhaite prolonger le prêt jusqu'à la fin de la saison mais Turner retourne à Coventry au milieu du mois de décembre. Malgré un bref prêt à Oldham (troisième division), il s'impose progressivement à Coventry, son entraîneur Iain Dowie disant de lui en janvier 2008 : « À ce jour, il a fait une très bonne saison. Il a superbement joué et il ajoute un peu de rythme à notre ligne défensive. » Le mois suivant, Dowie est remplacé par Chris Coleman à la tête des Sky Blues. Lors de la saison 2008-2009, les résultats de Coventry étant très médiocres, Turner intervient lui-même en appelant les supporters du club à l'optimisme.
Le 13 janvier 2009, il prolonge son contrat à Coventry et se trouve engagé jusqu'en juin 2010. À l'issue de la saison, il est élu meilleur jeune joueur du club.

### Cardiff City

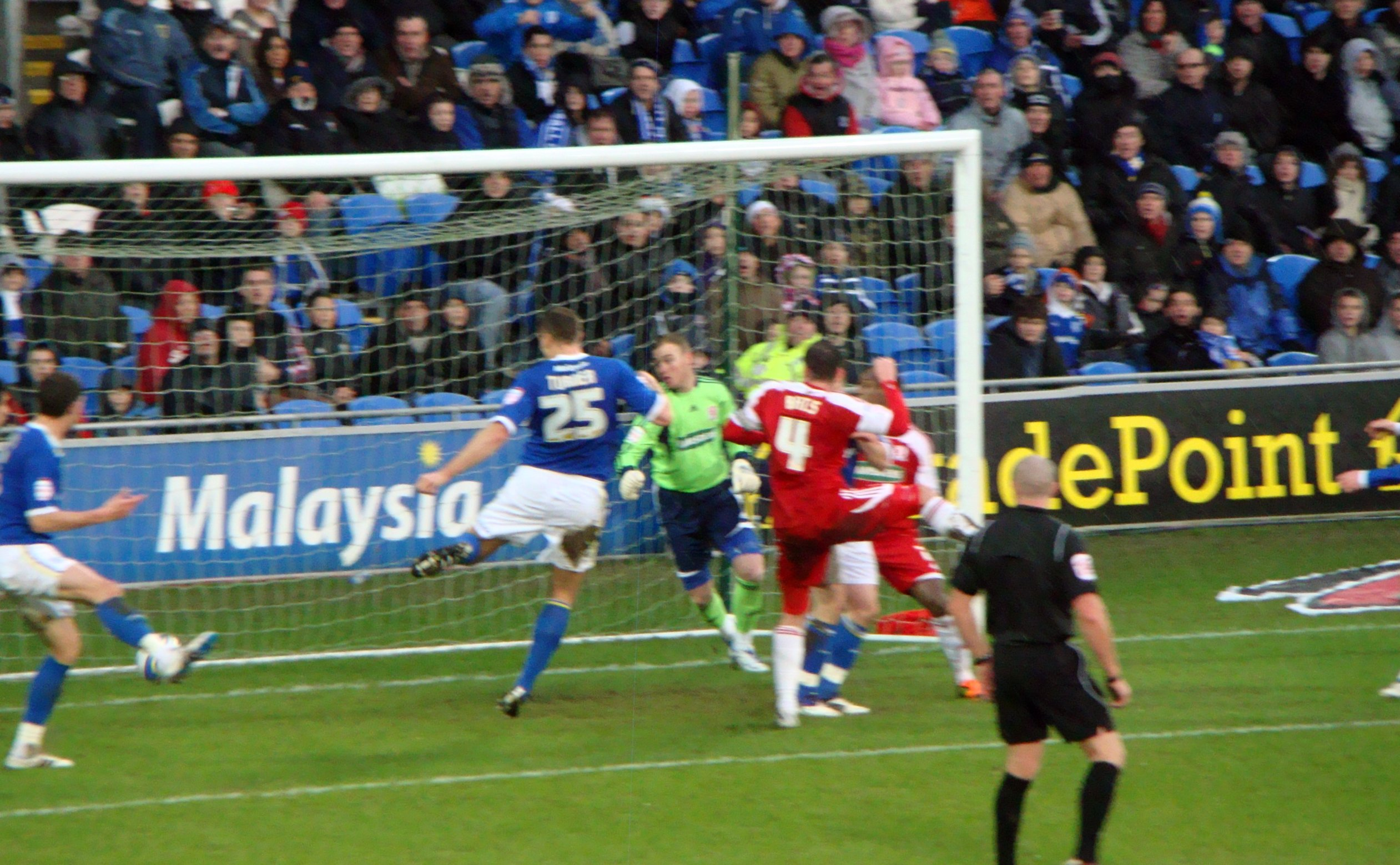
Premier but de Turner sous les couleurs de Cardiff (17 décembre 2011).

Le 31 août 2011, Ben Turner signe à Cardiff City un contrat de trois ans. Le montant de son transfert est estimé à environ 750 000 £. Pendant plusieurs mois, il ne peut être aligné en raison d'une blessure à l'aine. Ce n'est que le 1er octobre 2011 qu'il apparaît sur le terrain, remplaçant Filip Kiss à la 84e minute d'un match opposant Cardiff à Hull City. Dès son retour, il impose sa puissance défensive et reçoit les louanges publiques de son entraîneur, Malcolm Mackay qui déclare le 16 octobre 2011 : « J'ai été enchanté de faire jouer Ben. Il n'avait pas joué depuis longtemps, mais c'est un talent […]. C'est un colosse et il est rapide sur le terrain et a un bon pied gauche. Il est très très courageux. »
Quelques semaines plus tard, le 17 décembre 2011, il inscrit son premier but pour Cardiff à l'occasion d'une rencontre perdue à domicile contre Middlesbrough (2-3).
Le 26 février 2012, il prend part à la finale de coupe de la Ligue anglaise de football, qui oppose Cardiff City à Liverpool au stade de Wembley devant près de 90 000 spectateurs, match que remporte Liverpool aux tirs au but. Alors que Liverpool prend l'avantage (1-2) dans les arrêts de jeu, Turner est l'auteur du but de l'égalisation, sur une passe d'Aron Gunnarsson, but qui mène son équipe à l'épreuve des tirs au but. Il termine finalement sa première saison à Cardiff City en ayant été un titulaire régulier et en totalisant plus de 40 matchs joués.
Lors de la saison suivante, il signe une prolongation de contrat, se trouvant lié avec le club gallois jusqu'à l'été 2016,.
Le 18 novembre 2015, il est prêté à York City.

### Sélections nationales

#### Angleterre des moins de 19 ans
Ben Turner compte une sélection pour l'équipe d'Angleterre des moins de 19 ans de football jouée en 2007 contre la Tchéquie.

#### La tentation galloise
Bien que né en Angleterre de parents anglais, Ben Turner a une grand-mère galloise, ce qui le rend éligible à la sélection galloise. Soutenu par l'entraîneur de Coventry, Chris Coleman, ancien international gallois, Turner se déclare disponible pour le pays de Galles dès le mois d'août 2009. Pourtant, l'entraîneur des moins de 21 ans, Brian Flynn, ne fait pas appel à lui. Lors de son arrivée à Cardiff City en 2011, les médias rappellent que Turner peut jouer en équipe du pays de Galles.
Le 28 février 2012, c'est au tour de Chris Coleman, récemment nommé sélectionneur du pays de Galles, d'indiquer publiquement son intérêt pour Turner, notamment après la finale de Carling Cup contre Liverpool jouée deux jours plus tôt, match au cours duquel Turner avait non seulement marqué un but, mais surtout réalisé une impressionnant prestation défensive face à l'international uruguayen Luis Suárez. L'ayant entraîné lorsque les deux hommes étaient engagés avec Coventry City, Coleman dresse alors en conférence de presse un portrait flatteur de Turner, évoquant notamment sa puissance, son pied gauche et son jeu de tête.
Mais en août 2012, le joueur déclare qu'il n'est pas intéressé par la sélection galloise et espère toujours porter un jour le maillot anglais. Il s'explique de son refus quelques mois plus tard en insistant sur son désir de ne vouloir tromper personne : « Je ne voudrais pas empêcher quiconque de vouloir me voir jouer en sélection si ces personnes pensaient que c'était bon pour elles et qu'elles pouvaient s'en justifier. Mais moi, je ne pourrais pas m'en justifier et garder une bonne conscience. Ce serait comme si je prétendais être gallois alors que je ne le suis pas. »

## Palmarès
Cardiff City
- Coupe de la Ligue : finaliste (1)
  - 2011-2012

## Statistiques détaillées
| Saison                | Club                  | Championnat           | Championnat | Championnat | Coupe(s) nationale(s) | Coupe(s) nationale(s) | Total | Total |
| Saison                | Club                  | Division              | M.          | B.          | M.                    | B.                    | M.    | B.    |
| 2005 - 2006           | Coventry City         | Championship          | 1           | 0           | -                     | -                     | 1     | 0     |
| 2006 - 2007           | Peterborough United   | League Two            | 8           | 0           | 2                     | 0                     | 10    | 0     |
| Sous-total            | Sous-total            | Sous-total            | 8           | 0           | 2                     | 0                     | 10    | 0     |
| 2006 - 2007           | Coventry City         | Championship          | -           | -           | 2                     | 0                     | 2     | 0     |
| 2006 - 2007           | Oldham Athletic       | League One            | 1           | 0           | -                     | -                     | 1     | 0     |
| Sous-total            | Sous-total            | Sous-total            | 1           | 0           | 0                     | 0                     | 1     | 0     |
| 2006 - 2007           | Coventry City         | Championship          | 1           | 0           | -                     | -                     | 1     | 0     |
| 2007 - 2009           | Coventry City         | Championship          | 19          | 0           | 4                     | 0                     | 23    | 0     |
| 2008 - 2009           | Coventry City         | Championship          | 24          | 0           | 5                     | 0                     | 29    | 0     |
| 2009 - 2010           | Coventry City         | Championship          | 13          | 0           | 1                     | 0                     | 14    | 0     |
| 2010 - 2011           | Coventry City         | Championship          | 14          | 4           | -                     | -                     | 14    | 4     |
| Sous-total            | Sous-total            | Sous-total            | 72          | 4           | 12                    | 0                     | 84    | 4     |
| 2011 - 2012           | Cardiff City          | Championship          | 39          | 2           | 4                     | 1                     | 43    | 3     |
| 2012 - 2013           | Cardiff City          | Championship          | 18          | 0           | -                     | -                     | 18    | 0     |
| Sous-total            | Sous-total            | Sous-total            | 57          | 2           | 4                     | 1                     | 61    | 3     |
| Total sur la carrière | Total sur la carrière | Total sur la carrière | 138         | 6           | 18                    | 1                     | 156   | 7     |